# Муттабурразавр
Муттабурраза́вр (Muttaburrasaurus Bartholomai & Molnar, 1981 ) — род птицетазовых динозавров инфраотряда орнитоподов семейства игуанодонтидов с одним известным видом — Muttaburrasaurus langdoni (греч. «ящер из Муттабурры»). Своё название он получил по имени городка Муттабурра в Австралии, где были впервые найдены его останки, образующие почти полный скелет. Травоядный муттабурразавр, родственный вид к капмтозавру и игуанодону, жил в местности, ныне являющейся северо-восточной частью Австралии от 112 до 99,6 миллионов лет назад во время раннего Мелового периода. Один из самых изученных динозавров в Австралии.

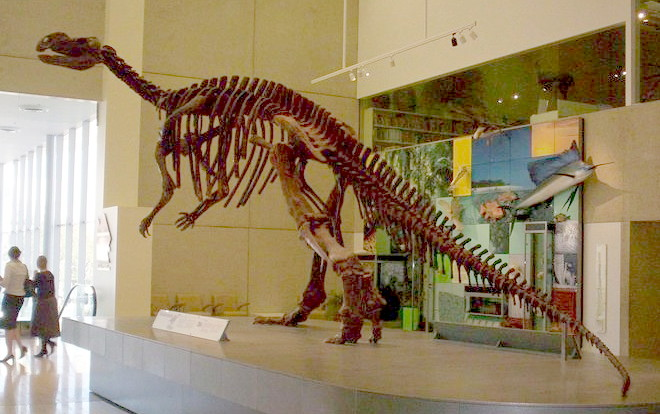

## Обнаружение
Впервые был описан по найденному Дагом Лангдоном в 1963 году возле Муттабурры скелету, что и дало ящеру его название. Ящер был назван полностью Muttaburrasaurus langdoni в 1981 году доктором Аланом Бартоломеем и Ральфом Молнаром, тем самым почтившим память ученого-первооткрывателя. Несколько зубов было обнаружено к северу от первоначального места находки, возле городка Хьюенден и к югу возле городка Лайтнинг-Ридж, на северо-западе Нового Южного Уэльса. Наконец, череп, известный как «Череп Данлус», был обнаружен Джоном Стюартом-Муром и четырнадцатилетним Робертом Уолкером на станции Данлус, между Хьюенденом и Ричмондом в 1987 году.

## Строение
По своему строению муттабурразавры были сходны с другими игуанодонтидами — игуанодонами. У них точно также имелось три средних пальца объединены подушечкой, удобной при ходьбе, и шип на большом пальце. Очень мощные челюсти были усажены острыми зубами с режущими краями. Возможно, основу пищевого рациона муттабурразавров составляли деревья саговники. Муттабурразавры, достигавшие девяти метров в длину и весившие до четырёх тонн, передвигались на четырёх ногах, но были способны подниматься на две ноги, чтобы достать листву. Череп этого динозавра имел увеличенное полое выпуклое рыло, которое, возможно, служило резонатором. Предполагается, что муттабурразавры могли издавать резкие трубные звуки. Однако, поскольку никаких мягких тканей не осталось, это является лишь предположением. Вид также отличался длинным, до 15 см, острым пальцем.

## В культуре
Восстановленные скелеты муттабурразавров и их фрагменты помещены в ряд музеев, в том числе Квинслендский Музей и Национальный Музей Динозавра в Австралии. Муттабурразавры были показаны в пятом эпизоде телевизионного сериала «Прогулки с динозаврами», в одном из эпизодов передачи канала «Discovery Science» «Когда на Земле царствовали динозавры», в мультипликационном фильме 1995 года «Земля до Начала Времён 3: В поисках Воды» один из новых персонажей муттабурразавр подросток Мат.